# Hranice na Moravě město
Hranice na Moravě město – stacja kolejowa w Hranicach, w kraju ołomunieckim, w Czechach. Jest to druga co do ważności stacja kolejowa w mieście po Hranice na Moravě. Znajduje się na wysokości 260 m n.p.m.
Jest zarządzana przez Správę železnic. Na stacji znajdują się kasy biletowe, na których istnieje możliwość zakupu biletów na wszystkie pociągi w tym międzynarodowe oraz rezerwacji miejsc.